# Зарудный, Митрофан Иванович
Митрофа́н Ива́нович Зару́дный (1834—1883) — русский правовед украинского происхождения, младший брат С. И. Зарудного. 
Родился 17 марта 1834 г. в слободе Заводы Изюмского уезда в дворянской семье Зарудных. Окончил училище правоведения, служил в Сенате и министерстве юстиции, после крестьянской реформы был представителем от правительства в мировых съездах Екатеринославской губернии, позже чиновником для особых поручений при министре внутренних дел. 
Во время судебной реформы участвовал как член-эксперт в работе комиссии, составлявшей судебные уставы, преимущественно в отделении судоустройства. В конце 1860-х годов состоял членом Одесской судебной палаты. Женился на Софье, дочери архитектора Альберта Кавоса.
В 1872 году Зарудный принимал участие в работах учреждённой под председательством сенатора M. H. Любощинского комиссии по преобразованию волостных судов. Наблюдения, сделанные им в это время, он изложил в книге «Закон и жизнь».
Написал также «Письма из Англии» (в «Русском вестнике» начала 1860-х годов) и «Общественный быт Англии» (1865); был сотрудником «Санкт-Петербургских ведомостей» под редакцией В. Ф. Корша.